# Notre-Dame du Bon Conseil
Ne doit pas être confondu avec Notre-Dame-du-Bon-Conseil.

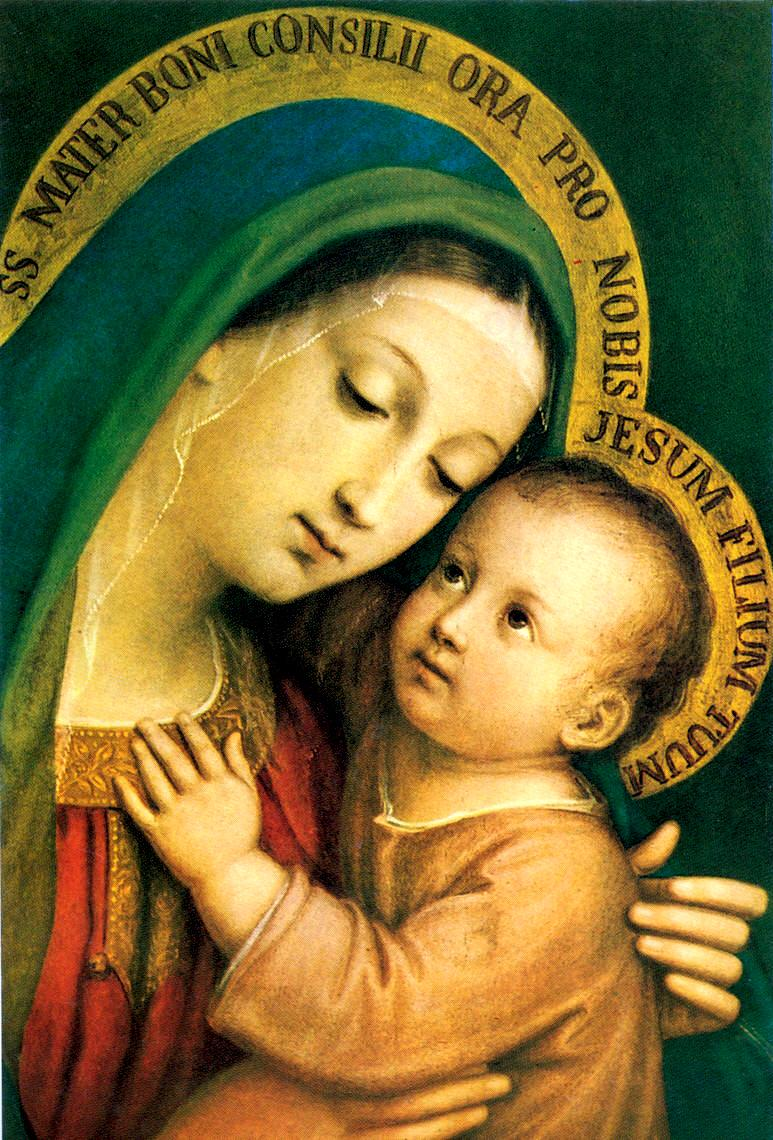
Notre-Dame du Bon Conseil par Pasquale Sarullo.

Notre-Dame du Bon Conseil est un vocable de la Vierge Marie devenu particulièrement populaire après la découverte de l'image d'une Vierge à l'Enfant dans le sanctuaire Notre-Dame-du-Bon-Conseil de Genazzano en Italie, alors en construction, transférée selon la tradition par des anges depuis le sanctuaire Notre-Dame-du-Bon-Conseil de Scutari en Albanie. La fête de cette dévotion est célébrée le 26 avril.

## Histoire
La ville de Scutari en Albanie est rattachée à la république de Venise en 1396, et cette dernière s’efforce ensuite de conserver son territoire face à l’expansion de l’Empire ottoman — cédant finalement la ville le 25 janvier 1479. L’église Notre-Dame, existante depuis le VIe siècle, est détruite durant cette période trouble par un raid, en 1467. L’histoire religieuse raconte qu’à la destruction du sanctuaire, une fresque représentant une Vierge à l’Enfant-Jésus se retrouve « transportée par des anges » le 25 avril à Genazzano en Italie, sur les murs d’un nouveau sanctuaire Notre-Dame-du-Bon-Conseil dont la construction tarde à s’achever ; la renommée du miracle aide à achever l’œuvre, et l’image devient rapidement l’objet d’une grande dévotion populaire.

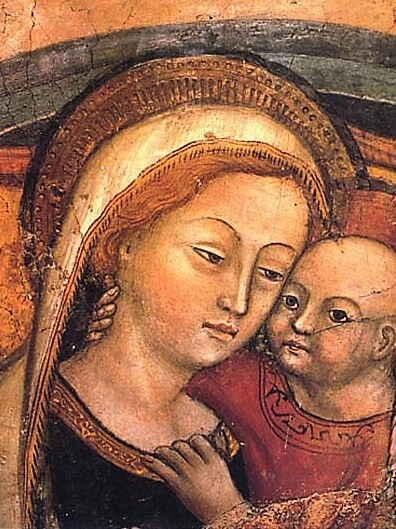
Fresque à Genazzano.

Au fil des siècles, les papes favorisent et encouragent la dévotion à Notre Dame du Bon Conseil. Pie V envoie au sanctuaire un cœur d’or comme ex-voto, Urbain VIII s’y rend en pèlerinage pour demander la fin de la peste. Innocent XI couronne l’image, Clément XII accorde une indulgence plénière à ceux qui se rendent à Genazzano en pèlerinage dans le jour de la fête titulaire, le pape Pie VI en 1777 concède un office propre avec messe pour la fête de la Mère du Bon Conseil ; le pape Benoît XIV par le bref, Iniunctae Nobis, du 2 juillet 1753, autorise la pieuse union de la Mère du Bon Conseil de Genazzano.
C’est surtout le pape Léon XIII qui encourage cette dévotion. Il approuve en 1884 par un décret de la congrégation des rites un nouvel office pour sa fête, en 1893, il autorise le scapulaire de Notre-Dame du Bon Conseil, le 17 mars 1903, il élève l’église de Genazzano au rang de basilique mineure et par décret du 22 avril 1903 ajoute aux litanies de Lorette l’invocation Mère du Bon Conseil, priez pour nous (en latin : Mater Boni Consilii, ora pro nobis).
Plusieurs saints et papes font le pèlerinage, on peut citer Alphonse de Liguori, Gaspard del Bufalo, Paul de la Croix, Jean Bosco, Louis Orione, Michel Rua, Mère Teresa, et les papes Urbain VIII, Pie IX, Jean XXIII, Jean Paul II et Benoît XVI, alors cardinal.
Le 13 juin 2012 la Congrégation pour le culte divin et la discipline des sacrements proclame la Mère du Bon Conseil, sainte patronne de Genazzano.
Le 10 mai 2025, au surlendemain de son élection, le nouveau pape, Léon XIV, lui même religieux augustin, lui a consacré sa première visite. 

## Institut religieux
La Mère du Bon Conseil est patronne de plusieurs instituts religieux, par exemple :
- Frères de la Présentation ;
- Sœurs missionnaires de saint Pierre Claver
- Franciscaines de Notre Dame du Bon Conseil
- Sœurs de Notre-Dame du Bon-Conseil
- Sœurs augustines missionnaires
- Sœurs missionnaires d'Ajmer
- Sœurs de charité de Sainte-Marie
- Sœurs trinitaires de Madrid
- Sœurs missionnaires du doux message

## Source
- (es) Cet article est partiellement ou en totalité issu de l’article de Wikipédia en espagnol intitulé « Nuestra Señora del Buen Consejo » (voir la liste des auteurs).